# Maike Schrader
Maike Schrader (* 17. Juni 1971; † 21. Juli 2004) war eine deutsche Hockeyspielerin.
Sie spielte als Torhüterin in der Bundesliga für den Großflottbeker THGC und die deutsche Hockeynationalmannschaft. Der größte sportliche Erfolg mit der Nationalmannschaft war der zweite Platz bei der Hallen-Europameisterschaft in Dänemark 1996. Insgesamt wirkte sie in drei Länderspielen mit, davon eins in der Halle.
Maike Schrader starb am 21. Juli 2004 an Leukämie.